# Nymphon longitarse
Nymphon longitarse is een zeespin uit de familie Nymphonidae. De soort behoort tot het geslacht Nymphon. Nymphon longitarse werd in 1844 voor het eerst wetenschappelijk beschreven door Henrik Nikolai Krøyer. 